# Une cloche pour Adano
Pour plus de détails, voir Fiche technique et Distribution.
Une cloche pour Adano (A Bell for Adano) est un film américain réalisé par Henry King et sorti en 1945, adapté du roman du même nom de John Hersey.

## Synopsis
En 1945, un major américain est chargé d’administrer le village sicilien d’Adano. Les habitants lui réclament une cloche pour leur église.

## Fiche technique
- Titre : Une cloche pour Adano
- Titre original : A Bell for Adano
- Réalisation : Henry King
- Scénario : Norman Reilly Raine et Lamar Trotti d'après un roman de John Hersey
- Production : Louis D. Lighton et Lamar Trotti
- Société de production : Twentieth Century Fox
- Musique : Alfred Newman
- Photographie : Joseph LaShelle
- Montage : Barbara McLean
- Direction artistique : Mark-Lee Kirk, Lyle R. Wheeler  et  Thomas Little
- Costumes : Yvonne Wood
- Ingénieur du son : Roger Heman Sr.
- Pays d'origine :  États-Unis
- Langue : anglais, italien
- Format : Noir et blanc - 35 mm - 1,37:1 - son mono
- Genre : drame
- Durée : 103 minutes
- Date de sortie : 
  - États-Unis : 21 juin 1945

## Distribution
- Gene Tierney : Tina Tomasino
- John Hodiak : Major Victor P. Joppolo
- William Bendix : Sergent Borth
- Glenn Langan : Lieutenant Crofts Livingstone
- Richard Conte : Nicolo
- Stanley Prager : Sergent. Trampani
- Harry Morgan : Capitaine N. Purvis
- Monty Banks : Giuseppe
- Reed Hadley : Commandant Robertson
- Roy Roberts : Colonel W.W. Middleton
- Hugo Haas : Père Pensovecchio
- Marcel Dalio : Zito
- Fortunio Bonanova : Gargano
- Henry Armetta : un charretier
- Roman Bohnen : un charretier
- Luis Alberni : Cacopardo
- Eduardo Ciannelli : Major Nasta

Acteurs non crédités :
- Mimi Aguglia : Rosa Tomasino
- Gino Corrado : Zapulla
- William Edmunds : Tomasino, le pêcheur
- John Russell : Capitaine Anderson
- James Rennie : Lt. Colonel Sartorius